# Orlu (Ariège)
Pour les articles homonymes, voir Orlu.
Orlu est une commune française, située dans le sud-est du département de l'Ariège en région Occitanie. Elle était dans le terroir historique du Sabarthès. Sur le plan historique et culturel, la commune fait partie du pays du Sabarthès, structuré par la haute vallée de l'Ariège en amont du pays de Foix avec Tarascon-sur-Ariège comme ville principale.
Exposée à un climat de montagne, elle est drainée par le Carol, l'Oriège, le ruisseau de la Vallée d'Orgeix, le ruisseau d'Eychouzé et par divers autres petits cours d'eau. La commune possède un patrimoine naturel remarquable : deux sites Natura 2000 (le site « Quérigut, Orlu » et « Quérigut, Laurenti, Rabassolles, Balbonne, la Bruyante, haute vallée de l'Oriège »), un espace protégé (« Orlu ») et huit zones naturelles d'intérêt écologique, faunistique et floristique.
Orlu est une commune rurale qui compte 160 habitants en 2022, après avoir connu un pic de population de 553 habitants en 1841. Ses habitants sont appelés les Orlunais ou Orlunaise.

## Géographie

### Localisation
La commune d'Orlu se trouve dans le département de l'Ariège, en région Occitanie.
Elle se situe à 37 km à vol d'oiseau de Foix, préfecture du département, et à 4 km d'Ax-les-Thermes, bureau centralisateur du canton de Haute-Ariège dont dépend la commune depuis 2015 pour les élections départementales.
La commune fait en outre partie du bassin de vie d'Ax-les-Thermes.
Sur le plan historique et culturel, Orlu fait partie du pays du Sabarthès, structuré par la haute vallée de l'Ariège en amont du pays de Foix avec Tarascon-sur-Ariège comme ville principale.
Commune des Pyrénées située dans la haute Ariège, à l'extrémité orientale du département, en limite avec les Pyrénées-Orientales. Ce territoire couvre 7 200 ha, étagés entre 830 m et 2 765 m.
Le territoire d'Orlu occupe la totalité de la partie en amont de cette vallée qui porte le même nom (vallée d'Orlu ou vallée de l'Oriège). On peut distinguer la haute vallée de l'Oriège et la basse vallée qui se séparent à la jasse de Justiniac. Même sur ce petit territoire, la notion de haute et basse vallée n'est pas superflue car les conditions physiques et naturelles ne sont pas identiques. La haute vallée est orientée quasiment sud/nord puis s’oriente ensuite est/ouest pour le bas, au niveau de la jasse de Justiniac ; cette orientation se poursuit sur quasiment 30 kilomètres.
Trois petites vallées suspendues sont parallèles à la haute vallée (orientation sud/nord) ; il s'agit des vallées de Paraou, de Naguilhes et de Coumanic. Une dernière vallée suspendue rejoint l’axe principal au niveau de son coude ; il s’agit de la vallée de Baxouillade, orientée d’abord nord/sud puis est/ouest.

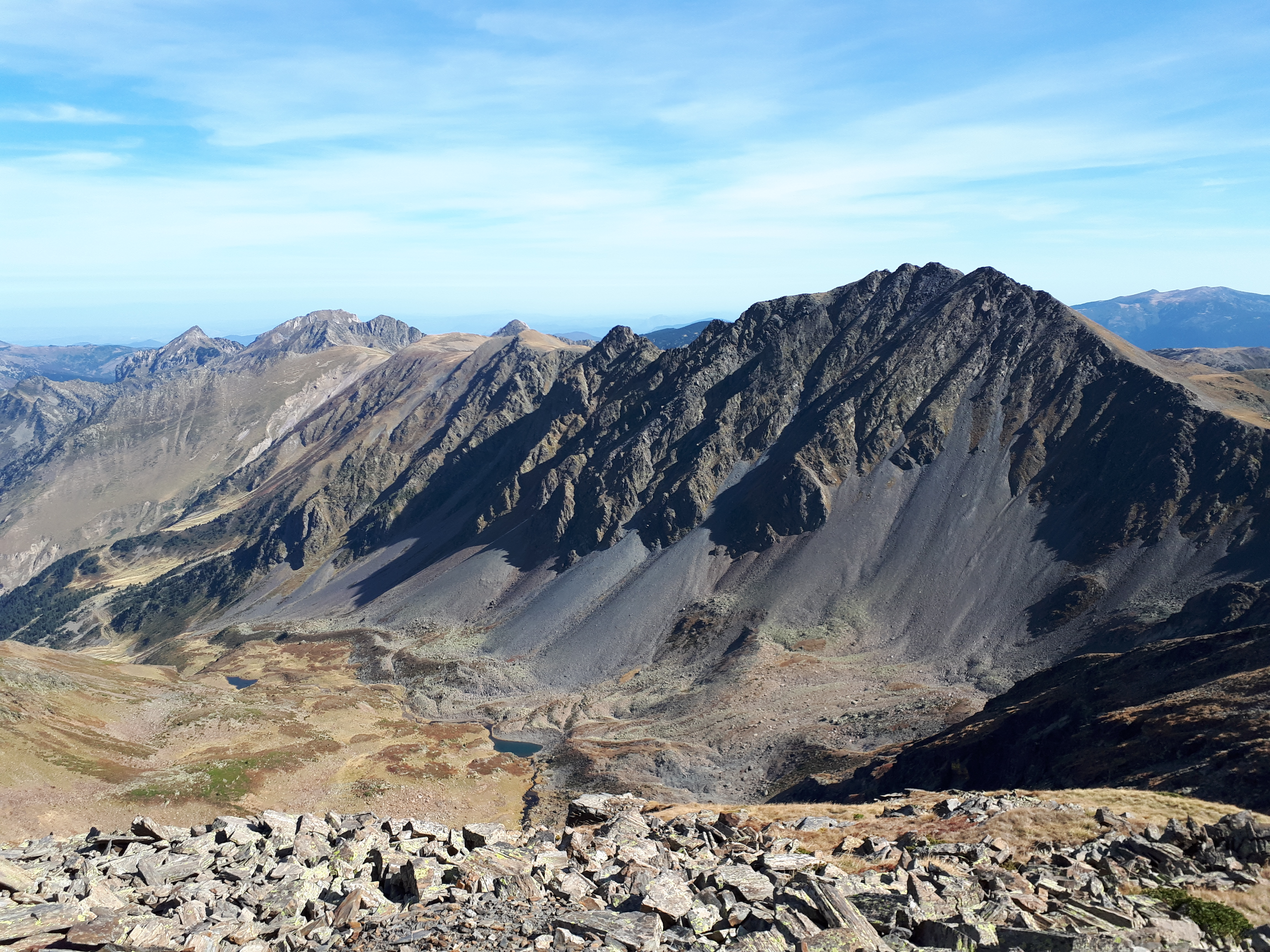
La tête de la vallée de la Grande Porteille, en dessous de Pic de la grande Porteille.
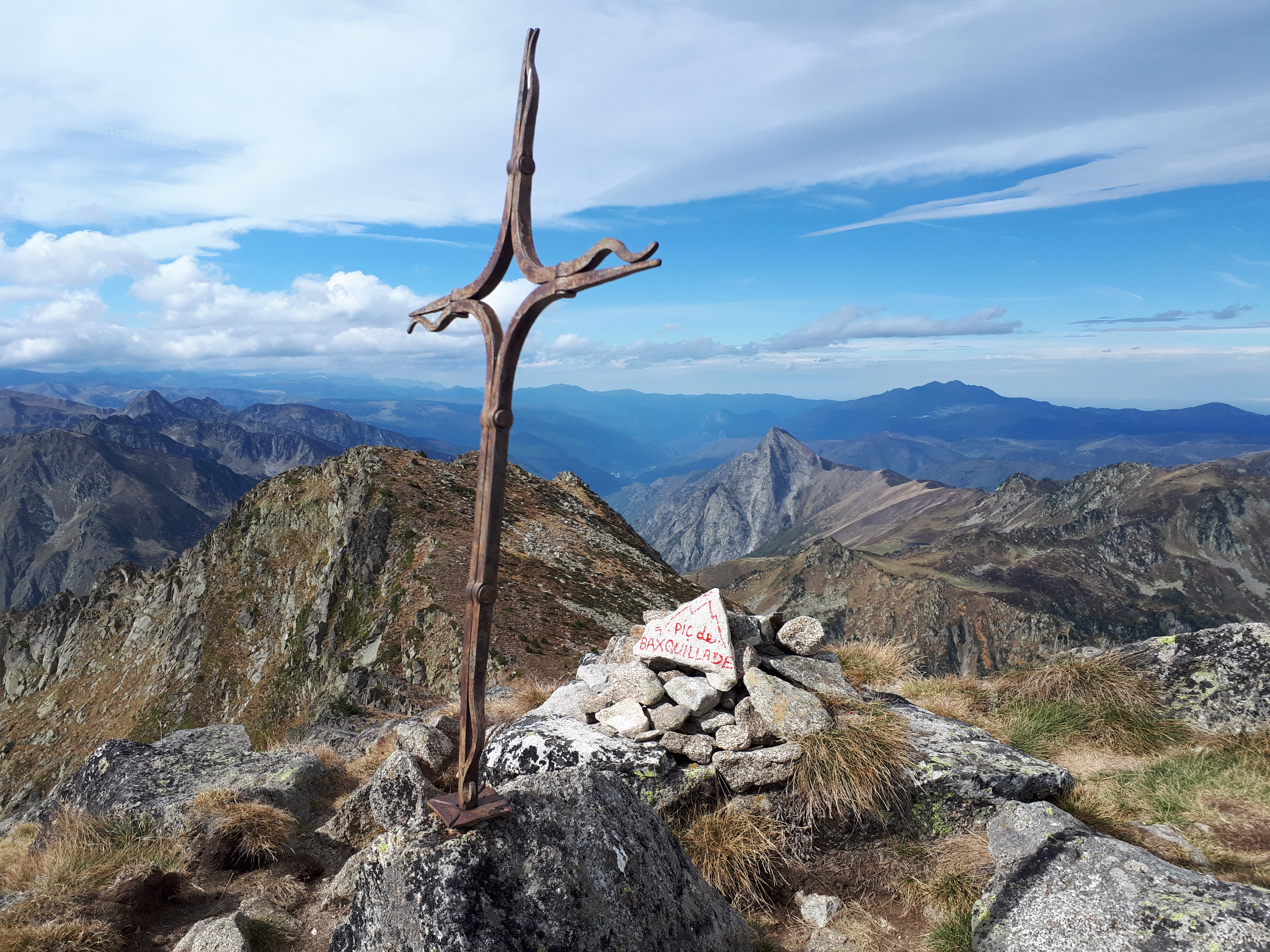
Le sommet de Pic de Baxouillade, en regardant vers le nord-ouest en direction de Dent d'Orlu.

Ce territoire est délimité par des lignes de crête avec :
- au nord : la Table des Trois seigneurs, le Pic de la Calmette, la Dent d'Orlu et le Pic de Balbonne ;
- à l'est : le Roc Blanc, le Pic de Baxouillade, la Porteille d’Orlu, le Pic de Terrers, le Pic de Mourtés et le Pic de la grande Porteille (point culminant d'Orlu) ;
- au sud : le Pic de la Cometa, le Pic de la Grava et le Pic de Lanoux ;
- à l'ouest : le Pic d'étang Faury, le Pic d'Esquine d'Ase, le Pic de l'Homme, le Pic des Estagnols et le Pic de Péréjat.

### Communes limitrophes

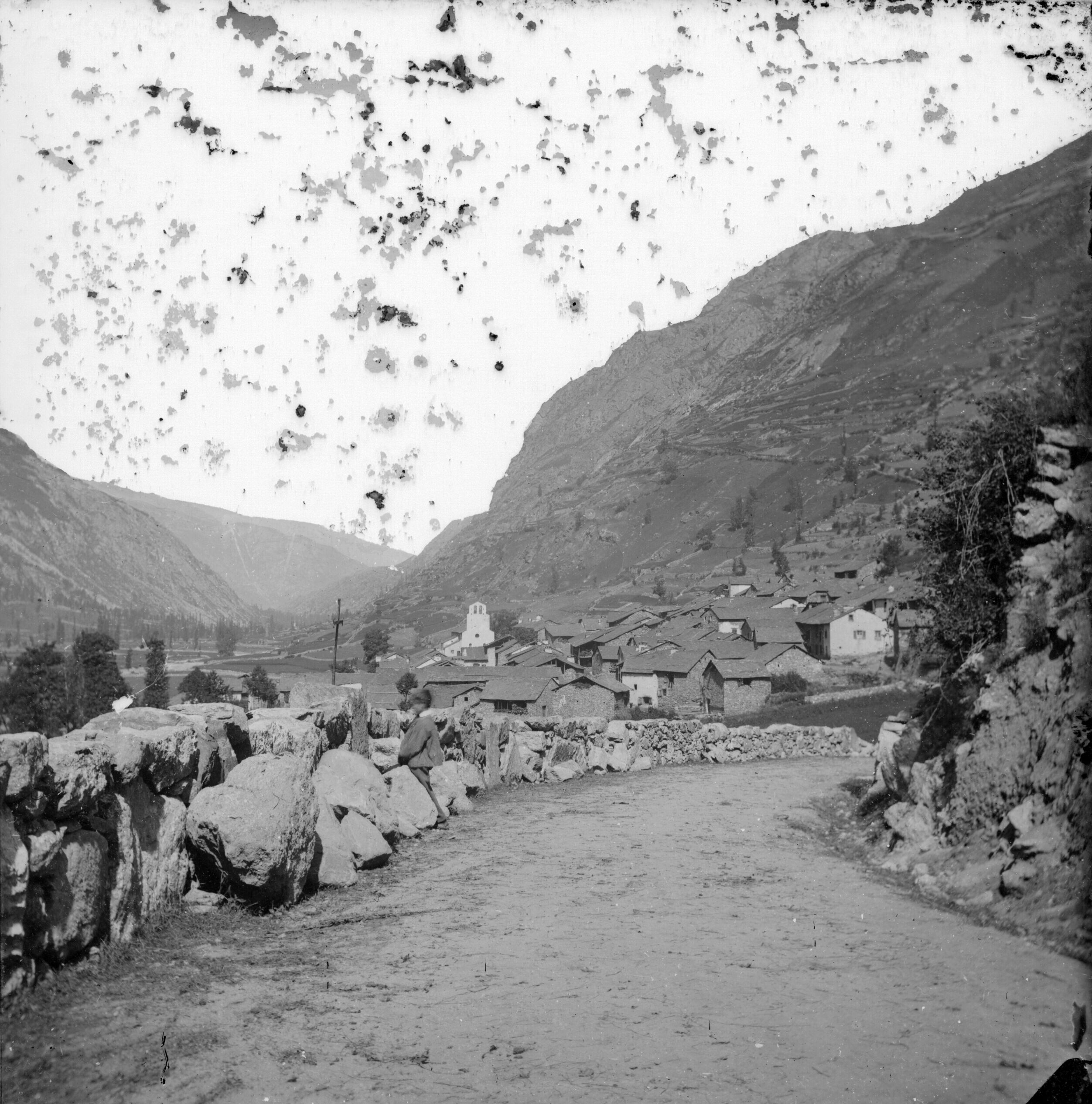
Orlu en 1900 (par Eugène Trutat).

| Les communes limitrophes sont Artigues, Ascou, Mérens-les-Vals, Mijanès, Orgeix, Angoustrine-Villeneuve-des-Escaldes, Fontrabiouse et Formiguères. Les limites communales de Orlu et celles de ses communes adjacentes. | \| Ascou \| Mijanès \| Artigues \| \| Orgeix \| Orlu \| Fontrabiouse (Pyrénées-Orientales) \| \| Mérens-les-Vals \| Angoustrine-Villeneuve-des-Escaldes (Pyrénées-Orientales) \| Formiguères (Pyrénées-Orientales) \| |                                    |
| Ascou | Mijanès | Artigues                           |
| Orgeix | Orlu | Fontrabiouse (Pyrénées-Orientales) |
| Mérens-les-Vals | Angoustrine-Villeneuve-des-Escaldes (Pyrénées-Orientales) | Formiguères (Pyrénées-Orientales)  |

### Géologie et relief
La commune est située dans les Pyrénées, une chaîne montagneuse jeune, érigée durant l'ère tertiaire (il y a 40 millions d'années environ), en même temps que les Alpes. Les terrains affleurants sur le territoire communal sont constitués de roches sédimentaires, métamorphiques ou plutoniques datant pour certaines du Paléozoïque, une ère géologique qui s'étend de −541 à −252,2 Ma (millions d'années), et pour d'autres du Protérozoïque, le dernier éon du Précambrien sur l’échelle des temps géologiques. La structure détaillée des couches affleurantes est décrite dans la feuille « n°1094 - Mont-Louis » de la carte géologique harmonisée au 1/50 000ème du département de l'Ariège, et sa notice associée.
La superficie cadastrale de la commune publiée par l’Insee, qui sert de références dans toutes les statistiques, est de 70,79 km2,. La superficie géographique, issue de la BD Topo, composante du Référentiel à grande échelle produit par l'IGN, est quant à elle de 71,53 km2. Son relief est particulièrement escarpé puisque la dénivelée maximale atteint 1 943 mètres. L'altitude du territoire varie entre 830 m et 2 773 m.

### Hydrographie

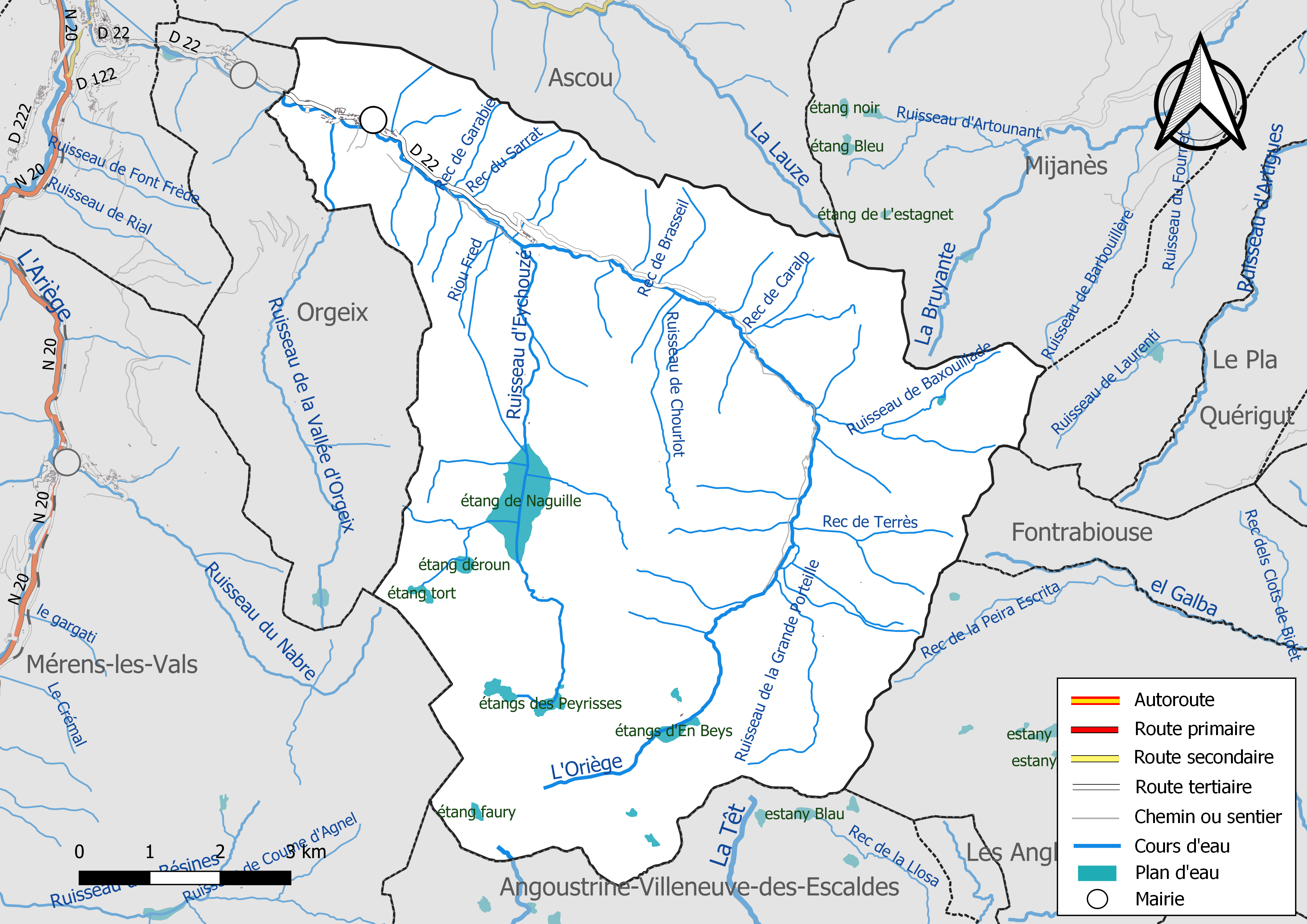
Réseaux hydrographique et routier d'Orlu.

La commune est dans le bassin versant de la Garonne, au sein du bassin hydrographique Adour-Garonne. Elle est drainée par le Carol, l'Oriège, le ruisseau de la Vallée d'Orgeix, le ruisseau d'Eychouzé, un bras de l'Oriège, Rec de Brasseil, Rec de Caralp, Rec de Coume Greulière, Rec de Garabie, Rec de l'Abelanet, Rec de la Quère, Rec de la Trémege, Rec de Terrès, Rec du Sarrat, et par deux petits cours d'eau, constituant un réseau hydrographique de 95 km de longueur totale,.
Le Carol, d'une longueur totale de 29,9 km, prend sa source dans le massif du Carlit et s'écoule du sud-est vers le nord-ouest puis vers le nord. Il traverse la commune et se jette dans le Sègre à l'aval de Puigcerdà, après avoir traversé 6 communes.
L'Oriège, d'une longueur totale de 21,7 km, prend sa source dans la commune d'Orlu et s'écoule du sud vers le nord puis le nord-ouest. Il traverse la commune et se jette dans l'Ariège à Ax-les-Thermes, après avoir traversé 3 communes.

### Climat
Pour des articles plus généraux, voir Climat de l'Occitanie et Climat de l'Ariège.
En 2010, le climat de la commune est de type climat des marges montargnardes, selon une étude s'appuyant sur une série de données couvrant la période 1971-2000. En 2020, Météo-France publie une typologie des climats de la France métropolitaine dans laquelle la commune est exposée à un climat de montagne et est dans la région climatique Pyrénées centrales, caractérisée par une pluviométrie annuelle de 1 000 à 1 200 mm.
Pour la période 1971-2000, la température annuelle moyenne est de 10,2 °C, avec une amplitude thermique annuelle de 15,3 °C. Le cumul annuel moyen de précipitations est de 940 mm, avec 8,4 jours de précipitations en janvier et 6,8 jours en juillet. Pour la période 1991-2020, la température moyenne annuelle observée sur la station météorologique la plus proche, située sur la commune d'Ascou à 3 km à vol d'oiseau, est de 9,3 °C et le cumul annuel moyen de précipitations est de 1 258,8 mm,. Pour l'avenir, les paramètres climatiques de la commune estimés pour 2050 selon différents scénarios d'émission de gaz à effet de serre sont consultables sur un site dédié publié par Météo-France en novembre 2022.

### Milieux naturels et biodiversité

#### Espaces protégés
La protection réglementaire est le mode d’intervention le plus fort pour préserver des espaces naturels remarquables et leur biodiversité associée,.
Un  espace protégé est présent sur la commune : 
« Orlu », une réserve nationale de chasse et de faune sauvage d'Orlu d'une superficie de 4 358,4 ha.

#### Réseau Natura 2000

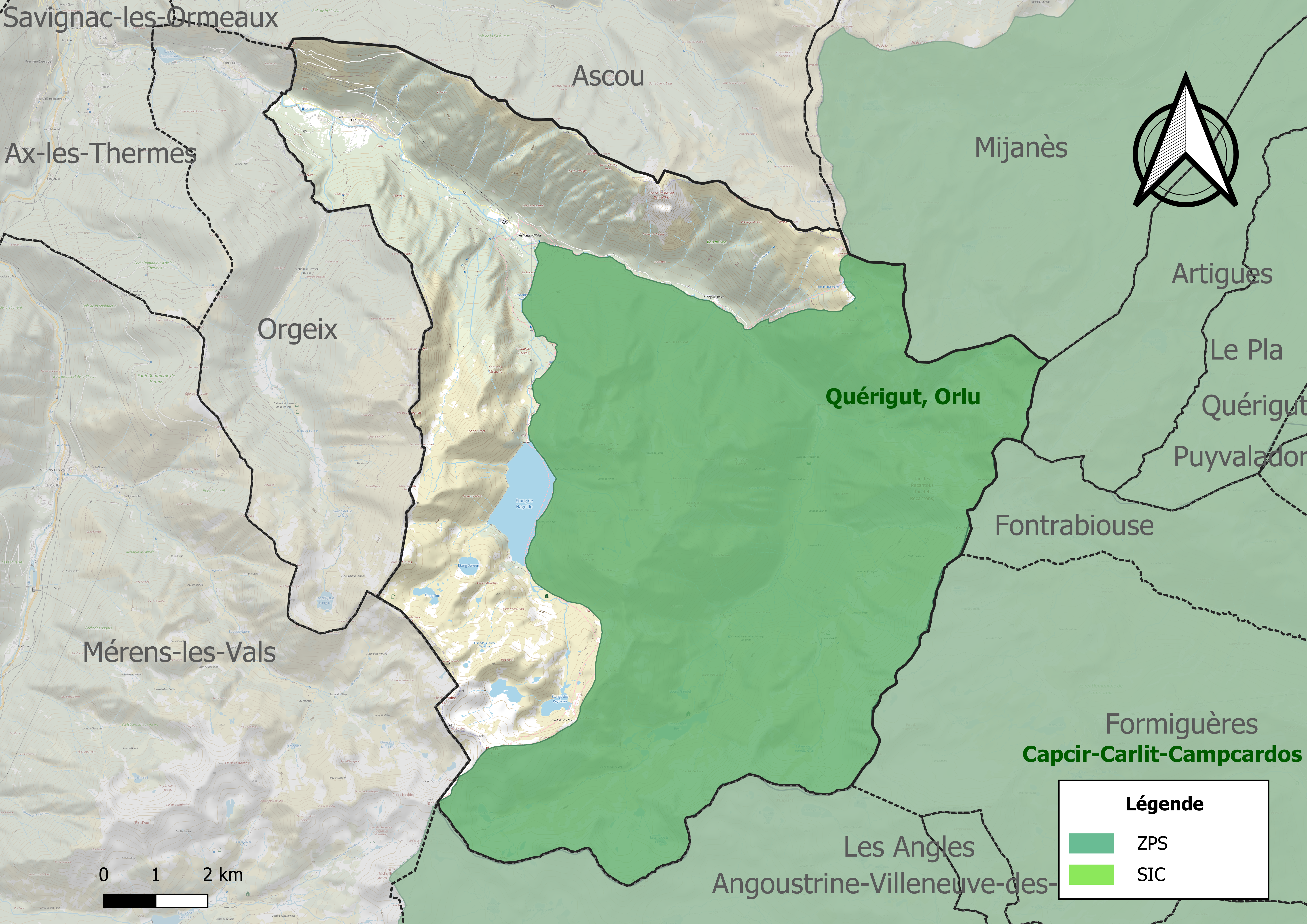
Site Natura 2000 sur le territoire communal.

Le réseau Natura 2000 est un réseau écologique européen de sites naturels d'intérêt écologique élaboré à partir des directives habitats et oiseaux, constitué de zones spéciales de conservation (ZSC) et de zones de protection spéciale (ZPS).
Un site Natura 2000 a été défini sur la commune au titre de la directive habitats :
- « Quérigut, Laurenti, Rabassolles, Balbonne, la Bruyante, haute vallée de l'Oriège », d'une superficie de 10 255 ha, un vaste ensemble de type écocomplexe avec opposition de communautés de caractère boréo-alpin et de communautés de caractère oro-méditerranéen[28]

et un au titre de la directive oiseaux : 
- le site « Quérigut, Orlu », d'une superficie de 10 255 ha, très régulièrement fréquenté par dix-sept espèces d'oiseaux de l'annexe 1, parmi elles, on retrouve huit espèces de rapaces diurnes et deux rapaces nocturnes[29].

#### Zones naturelles d'intérêt écologique, faunistique et floristique
L’inventaire des zones naturelles d'intérêt écologique, faunistique et floristique (ZNIEFF) a pour objectif de réaliser une couverture des zones les plus intéressantes sur le plan écologique, essentiellement dans la perspective d’améliorer la connaissance du patrimoine naturel national et de fournir aux différents décideurs un outil d’aide à la prise en compte de l’environnement dans l’aménagement du territoire.
Cinq ZNIEFF de type 1 sont recensées sur la commune :
- le « cours de l'Oriège entre Orlu et Ax-les-thermes » (20 ha), couvrant 3 communes du département[31] ;
- les « montagnes et vallées du Donezan centre et ouest » (8 618 ha), couvrant 12 communes dont 7 dans l'Ariège, 3 dans l'Aude et 2 dans les Pyrénées-Orientales[32] ;
- les « montagnes orientales d'Ax-les-Thermes » (9 524 ha), couvrant 20 communes dont 16 dans l'Ariège et 4 dans l'Aude[33] ;
- « vallée et bassin versant de l'Oriège » (8 937 ha), couvrant 9 communes dont 6 dans l'Ariège et 3 dans les Pyrénées-Orientales[34] ;
- le « versant en rive droite de la haute vallée de l'Ariège » (6 237 ha), couvrant 7 communes dont 5 dans l'Ariège et 2 dans les Pyrénées-Orientales[35] ;

et trois ZNIEFF de type 2, : 
- « le bassin versant de l'Oriège et montagnes orientales d'Ax-les-Thermes » (18 551 ha), couvrant 25 communes dont 18 dans l'Ariège, 4 dans l'Aude et 3 dans les Pyrénées-Orientales[36] ;
- le « massif de l'Aston et haute vallée de l'Ariège » (0 ha), couvrant 24 communes dont 22 dans l'Ariège et 2 dans les Pyrénées-Orientales[37] ;
- le « massif de Quérigut et forêt du Carcanet (Donezan) » (12 106 ha), couvrant 32 communes dont 18 dans l'Ariège, 10 dans l'Aude et 4 dans les Pyrénées-Orientales[38].

Carte des ZNIEFF de type 1 et 2 à Orlu.
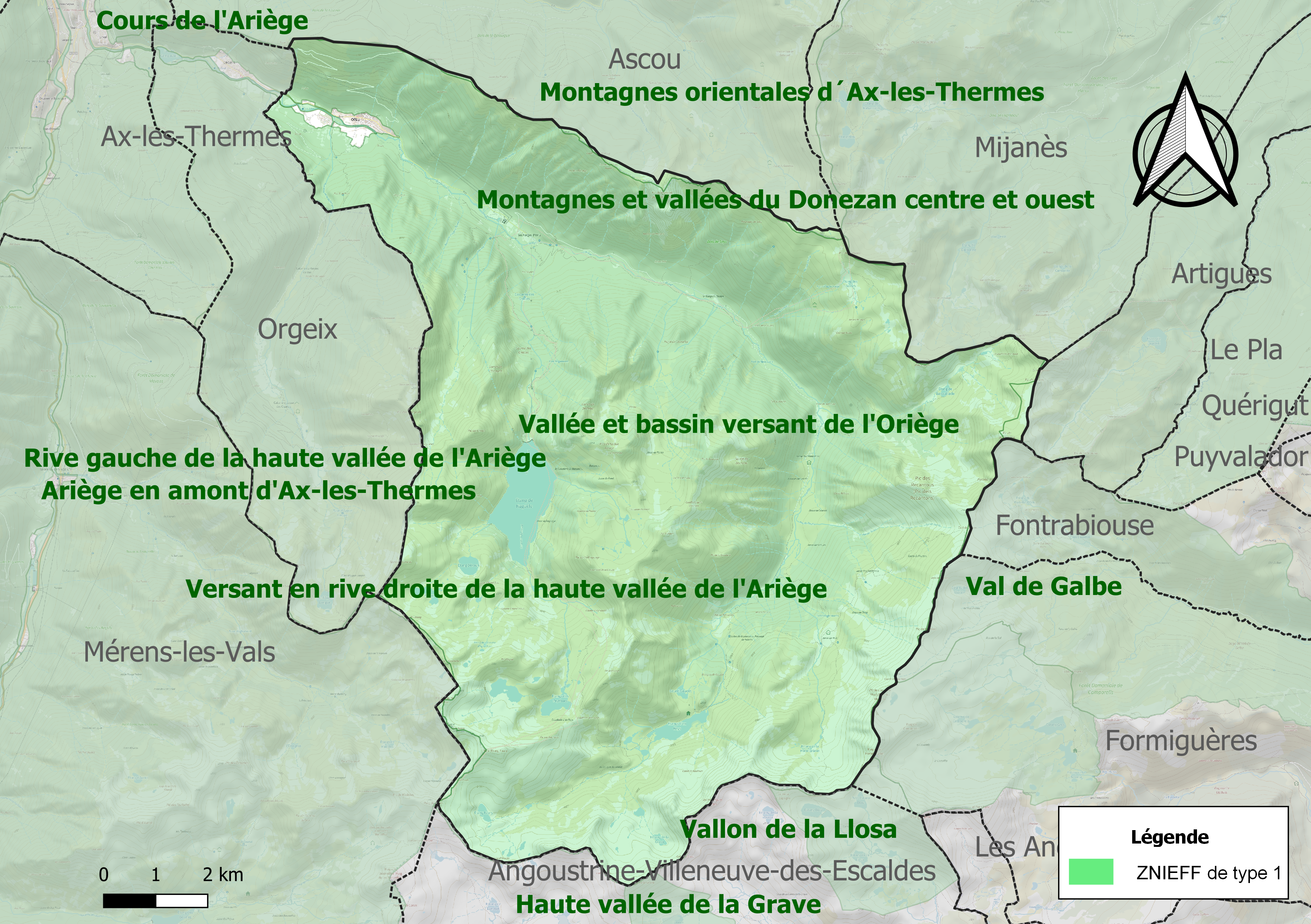
Carte des ZNIEFF de type 1 sur la commune.
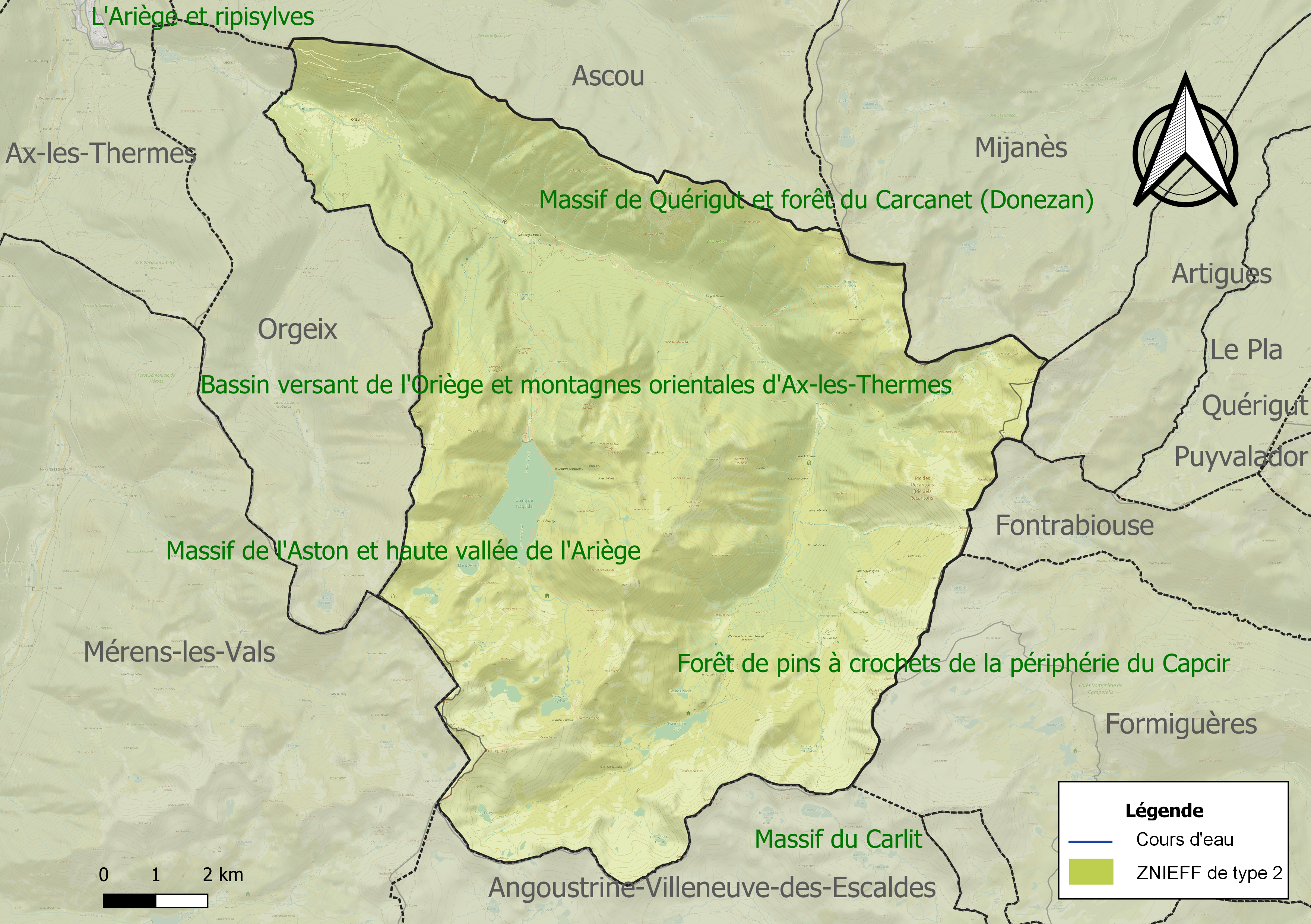
Carte des ZNIEFF de type 2 sur la commune.

## Urbanisme

### Typologie
Au 1er janvier 2024, Orlu est catégorisée commune rurale à habitat dispersé, selon la nouvelle grille communale de densité à 7 niveaux définie par l'Insee en 2022.
Elle est située hors unité urbaine et hors attraction des villes,.

### Occupation des sols

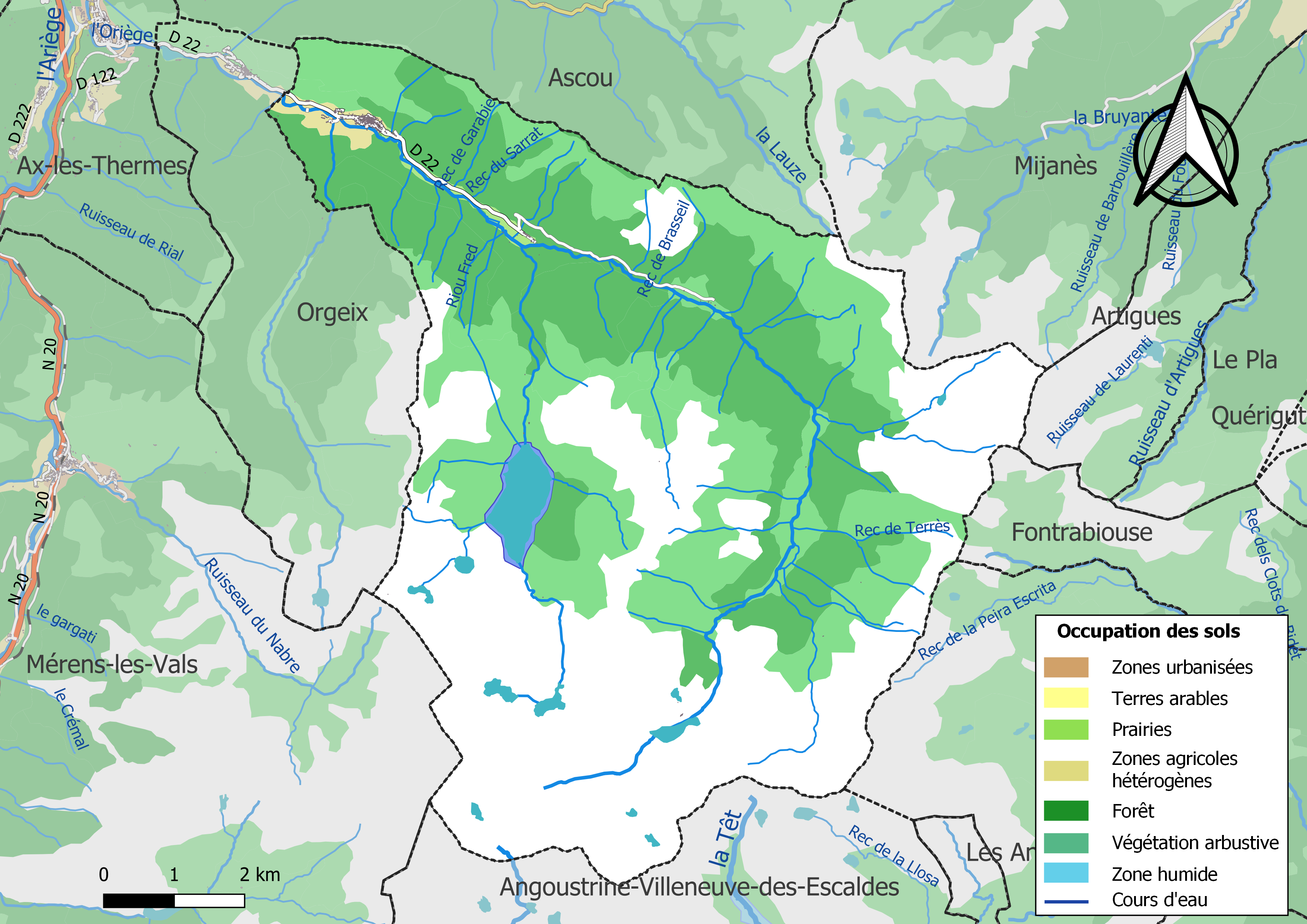
Carte des infrastructures et de l'occupation des sols de la commune en 2018 (CLC).

L'occupation des sols de la commune, telle qu'elle ressort de la base de données européenne d’occupation biophysique des sols Corine Land Cover (CLC), est marquée par l'importance des forêts et milieux semi-naturels (97,2 % en 2018), une proportion identique à celle de 1990 (97,2 %). La répartition détaillée en 2018 est la suivante : 
espaces ouverts, sans ou avec peu de végétation (43 %), forêts (31,6 %), milieux à végétation arbustive et/ou herbacée (22,6 %), eaux continentales (1,4 %), zones agricoles hétérogènes (0,8 %), prairies (0,6 %). L'évolution de l’occupation des sols de la commune et de ses infrastructures peut être observée sur les différentes représentations cartographiques du territoire : la carte de Cassini (XVIIIe siècle), la carte d'état-major (1820-1866) et les cartes ou photos aériennes de l'IGN pour la période actuelle (1950 à aujourd'hui).

### Habitat et logement
En 2018, le nombre total de logements dans la commune était de 227, alors qu'il était de 224 en 2013 et de 208 en 2008.
Parmi ces logements, 32,5 % étaient des résidences principales, 66,2 % des résidences secondaires et 1,4 % des logements vacants. Ces logements étaient pour 71,6 % d'entre eux des maisons individuelles et pour 15,3 % des appartements.
Le tableau ci-dessous présente la typologie des logements à Orlu en 2018 en comparaison avec celle de l'Ariège et de la France entière. Une caractéristique marquante du parc de logements est ainsi une proportion de résidences secondaires et logements occasionnels (66,2 %) supérieure à celle du département (24,6 %) et à celle de la France entière (9,7 %). Concernant le statut d'occupation de ces logements, 72,2 % des habitants de la commune sont propriétaires de leur logement (67,1 % en 2013), contre 66,3 % pour l'Ariège et 57,5 % pour la France entière.
| Typologie                                               | Orlu | Ariège | France entière |
| ------------------------------------------------------- | ---- | ------ | -------------- |
| Résidences principales (en %)                           | 32,5 | 65,7   | 82,1           |
| Résidences secondaires et logements occasionnels (en %) | 66,2 | 24,6   | 9,7            |
| Logements vacants (en %)                                | 1,4  | 9,7    | 8,2            |

### Risques majeurs
Le territoire de la commune d'Orlu est vulnérable à différents aléas naturels : inondations, climatiques (grand froid ou canicule), feux de forêts, mouvements de terrains, avalanche  et séisme (sismicité moyenne). Il est également exposé à un risque technologique,  la rupture d'un barrage, et un risque particulier, le risque radon,.

#### Risques naturels

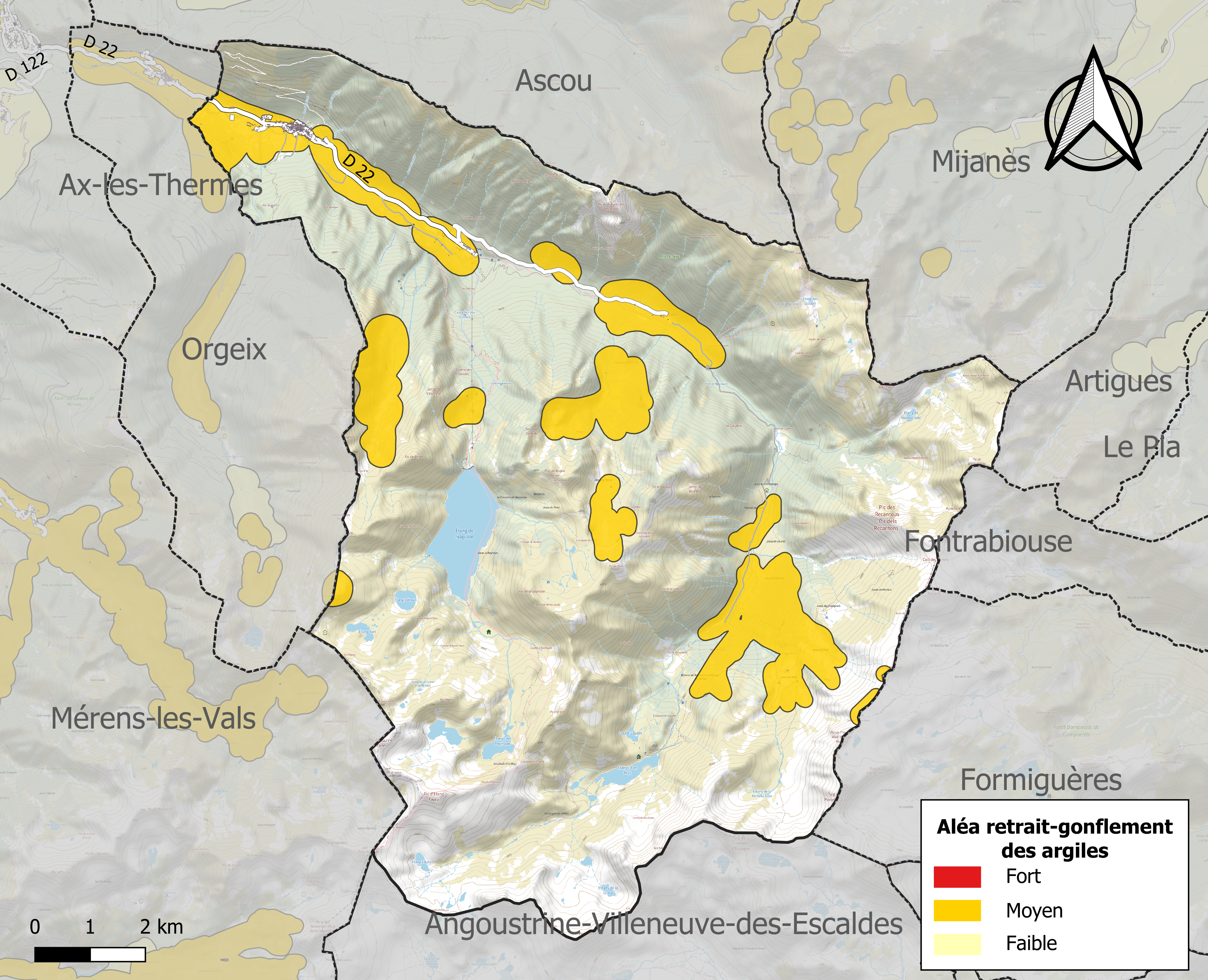
Zonage de l'aléa retrait-gonflement des argiles sur la commune d'Orlu.

Certaines parties du territoire communal sont susceptibles d’être affectées par le risque d’inondation par débordement, crue torrentielle d'un cours d'eau, ou ruissellement d'un versant.
Les mouvements de terrains susceptibles de se produire sur la commune sont soit des chutes de blocs, soit des glissements de terrains, soit des mouvements liés au retrait-gonflement des argiles. Près de 50 % de la superficie du département est concernée par l'aléa retrait-gonflement des argiles, dont la commune d'Orlu. L'inventaire national des cavités souterraines permet par ailleurs de localiser celles situées sur la commune.
La commune est exposée au risque d'avalanche lié à l’exposition d’habitations.
Ces risques naturels sont pris en compte dans l'aménagement du territoire de la commune par le biais d'un plan de prévention des risques (PPR) inondation, mouvement de terrain et avalanche approuvé le 26 juillet 2013.

#### Risques technologiques
Dans le département de l’Ariège on dénombre cinq grands barrages susceptibles d’occasionner des dégâts en cas de rupture. La commune fait partie des 80 communes susceptibles d’être touchées par l’onde de submersion consécutive à la rupture d’un de ces barrages. Sur son territoire est en effet implanté le barrage de Naguilhes, faisant l'objet d'un PPI.

#### Risque particulier
Dans plusieurs parties du territoire national, le radon, accumulé dans certains logements ou autres locaux, peut constituer une source significative d’exposition de la population aux rayonnements ionisants. Toutes les communes du département sont concernées par le risque radon à un niveau plus ou moins élevé. Selon la classification de 2018, la commune d'Orlu est classée en zone 3, à savoir zone à potentiel radon significatif.

## Histoire

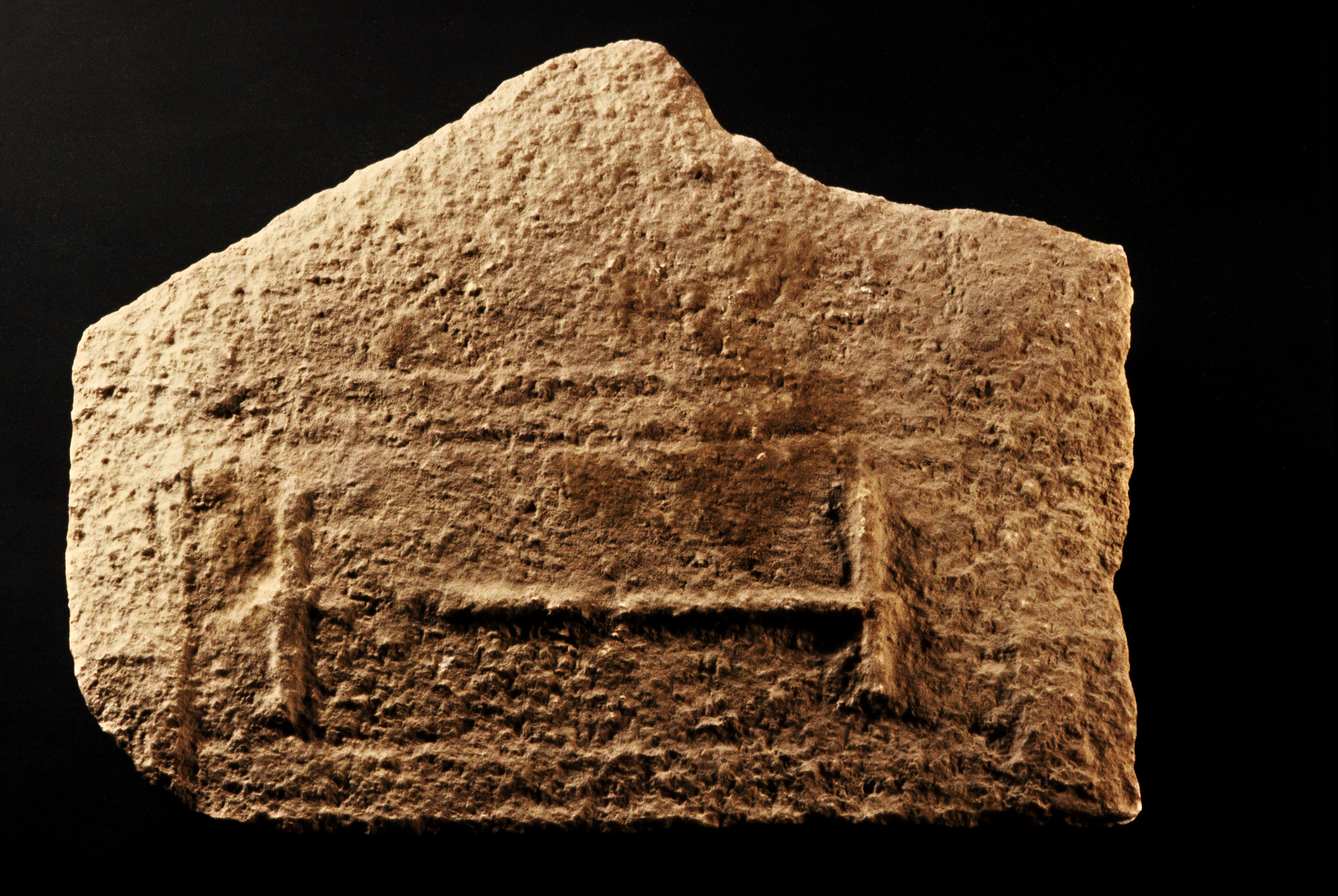
Stèle d'époque romaine découverte à Orlu conservée au musée Saint-Raymond de Toulouse

La première charte faisant mention d'Orlu date des toutes dernières années du Xe siècle (en 994), lorsque le comte Arnaud de Carcassonne offre le village ainsi que d'autres terres (comme la ville d'Ax) à l'abbaye de Lagrasse pour le cas où il n'aurait pas d'héritier.
Le village primitif (se trouvant près du lieu-dit « le Couillet ») sera détruit par une avalanche au XIIIe siècle ; il est reconstruit environ 400 mètres plus en aval. Il est cité dans l'inventaire des terres du comté de Foix en 1272. Au XIVe siècle, on y trouve une vingtaine de feux, un moulin, et les terres appartiennent au seigneur de Château-Verdun (Guilhem-Arnaud de Château-Verdun). Au XVe siècle, Orlu dépend de la châtellenie d'Ax, comme le village voisin d'Orgeix, mais appartient toujours au seigneur de Château-Verdun (Aymeric de Château-Verdun).Le village passe au seigneur de Mardogne en 1559, puis à Roger-Aymeric d'Ax en 1573. À l'époque des guerres des Religions, 600 huguenots se sont regroupés à Orlu pour attaquer la Cerdagne.
Un siècle plus tard, en 1672, la seigneurie devient la propriété de Louis-Fornier de Savignac. La famille Fornier d'Orlu naîtra de là. Au XVIIIe siècle, la famille de Thonel d'Orgeix possède les villages d'Orgeix et d'Orlu. Le 6 juin 1938, le président du Conseil français, Edouard Daladier, est venu à Orlu, à la suite du passage d'avions militaires d'origine inconnue au-dessus de la commune.
La position d'Orlu, proche de la frontière, le rend vulnérable à des attaques espagnoles : le village est pris sous Louis XIV (en 1695) et à l'époque napoléonienne (en 1812). Orlu a aussi connu quelques avalanches, notamment celle de 1895 qui détruit 16 maisons.
En ce qui concerne l'économie, l'activité métallurgique remonte au moins au Moyen Âge : une « mouline » (forge utilisant la force hydraulique pour actionner le marteau) est mentionnée dès 1292. D'autres forges sont aussi citées au XVIe siècle. La centrale hydroélectrique sera mise en service en 1959. Aujourd'hui, le tourisme a remplacé la métallurgie et l'hydroélectricité comme activité principale dans la vallée.
Le 3 janvier 1895, des avalanches détruisent 16 maisons et font 15 victimes sur la commune.

## Politique et administration

### Découpage territorial
La commune d'Orlu est membre de la communauté de communes de la Haute Ariège, un établissement public de coopération intercommunale (EPCI) à fiscalité propre créé le 27 septembre 2016 dont le siège est à Luzenac. Ce dernier est par ailleurs membre d'autres groupements intercommunaux.
Sur le plan administratif, elle est rattachée à l'arrondissement de Foix, au département de l'Ariège, en tant que circonscription administrative de l'État, et à la région Occitanie.
Sur le plan électoral, elle dépend du canton de Haute-Ariège pour l'élection des conseillers départementaux, depuis le redécoupage cantonal de 2014 entré en vigueur en 2015, et de la première circonscription de l'Ariège  pour les élections législatives, depuis le redécoupage électoral de 1986.

### Administration municipale
| Période                                  | Période                    | Identité           | Étiquette    | Qualité |
| ---------------------------------------- | -------------------------- | ------------------ | ------------ | --- |
| Les données manquantes sont à compléter. |                            |                    |              | |
| juin 1966                                | juin 1995                  | Augustin Bonrepaux | SFIO puis PS | Enseignant Député de l'Ariège (1re circ.) (1981 → 2007) Conseiller général d'Ax-les-Thermes (1976 → 2015) Président du conseil général de l'Ariège (2001 → 2014) Maire d'Ax-les-Thermes (1995 → 2001) |
| juin 1995                                | En cours (au 31 mars 2023) | Alain Naudy        | PS           | Retraité de l'enseignement Président de la CA des Vallées d'Ax (2014 → 2017) Président de la Communauté de communes de la Haute-Ariège (depuis 2017) Conseiller départemental de la Haute-Ariège (2015 jusqu'à sa démission le lundi 22 octobre 2019) Vice-président du conseil départemental de l'Ariège (2015 jusqu'à sa démission le lundi 22 octobre 2019) Réélu pour le mandat 2014-2020 puis 2020-2026 |

## Démographie
L'évolution du nombre d'habitants est connue à travers les recensements de la population effectués dans la commune depuis 1793. Pour les communes de moins de 10 000 habitants, une enquête de recensement portant sur toute la population est réalisée tous les cinq ans, les populations de référence des années intermédiaires étant quant à elles estimées par interpolation ou extrapolation. Pour la commune, le premier recensement exhaustif entrant dans le cadre du nouveau dispositif a été réalisé en 2007.

En 2022, la commune comptait 160 habitants, en évolution de −6,43 % par rapport à 2016 (Ariège : +1,48 %, France hors Mayotte : +2,11 %).
| 1793 | 1800 | 1806 | 1821 | 1831 | 1836 | 1841 | 1846 | 1851 |
| ---- | ---- | ---- | ---- | ---- | ---- | ---- | ---- | ---- |
| 427  | 332  | 521  | 543  | 534  | 521  | 553  | 499  | 468  |

| 1856 | 1861 | 1866 | 1872 | 1876 | 1881 | 1886 | 1891 | 1896 |
| ---- | ---- | ---- | ---- | ---- | ---- | ---- | ---- | ---- |
| 395  | 364  | 343  | 347  | 368  | 343  | 345  | 309  | 315  |

| 1901 | 1906 | 1911 | 1921 | 1926 | 1931 | 1936 | 1946 | 1954 |
| ---- | ---- | ---- | ---- | ---- | ---- | ---- | ---- | ---- |
| 258  | 308  | 270  | 243  | 232  | 231  | 214  | 191  | 176  |

| 1962 | 1968 | 1975 | 1982 | 1990 | 1999 | 2006 | 2007 | 2012 |
| ---- | ---- | ---- | ---- | ---- | ---- | ---- | ---- | ---- |
| 157  | 125  | 133  | 147  | 179  | 195  | 197  | 197  | 188  |

| 2017 | 2022 | - | - | - | - | - | - | - |
| ---- | ---- | - | - | - | - | - | - | - |
| 160  | 160  | - | - | - | - | - | - | - |

## Économie

### Revenus
En 2018, la commune compte 78 ménages fiscaux, regroupant 164 personnes. La médiane du revenu disponible par unité de consommation est de 22 720 € (19 820 € dans le département).

### Emploi
| Division       | 2008  | 2013   | 2018   |
| -------------- | ----- | ------ | ------ |
| Commune        | 7,9 % | 6,5 %  | 6,7 %  |
| Département    | 8,9 % | 11,1 % | 11,2 % |
| France entière | 8,3 % | 10 %   | 10 %   |

En 2018, la population âgée de 15 à 64 ans s'élève à 91 personnes, parmi lesquelles on compte 76,4 % d'actifs (69,7 % ayant un emploi et 6,7 % de chômeurs) et 23,6 % d'inactifs,. Depuis 2008, le taux de chômage communal (au sens du recensement) des 15-64 ans est inférieur à celui de la France et du département.
La commune est hors attraction des villes,. Elle compte 37 emplois en 2018, contre 36 en 2013 et 30 en 2008. Le nombre d'actifs ayant un emploi résidant dans la commune est de 65, soit un indicateur de concentration d'emploi de 56,8 % et un taux d'activité parmi les 15 ans ou plus de 51,1 %.
Sur ces 65 actifs de 15 ans ou plus ayant un emploi, 22 travaillent dans la commune, soit 33 % des habitants. Pour se rendre au travail, 77,8 % des habitants utilisent un véhicule personnel ou de fonction à quatre roues, 1,6 % les transports en commun, 19 % s'y rendent en deux-roues, à vélo ou à pied et 1,6 % n'ont pas besoin de transport (travail au domicile).

### Activités hors agriculture
18 établissements sont implantés  à Orlu au 31 décembre 2019.
Le secteur des autres activités de services est prépondérant sur la commune puisqu'il représente 22,2 % du nombre total d'établissements de la commune (4 sur les 18 entreprises implantées  à Orlu), contre 8,8 % au niveau départemental.

#### Hydro-électricité

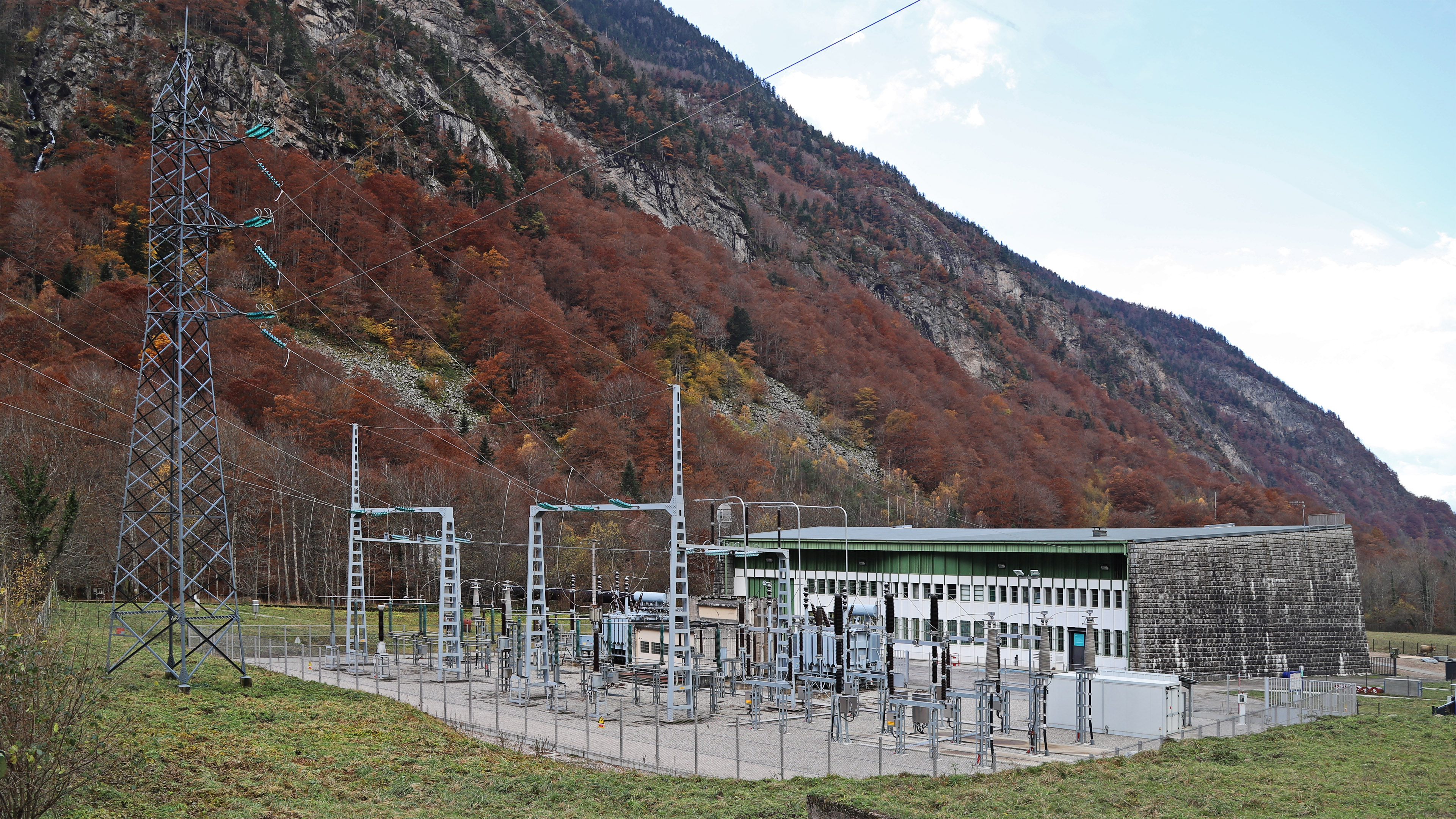
Centrale EDF d'Orlu

Orlu possède une usine hydro-électrique utilisant les eaux accumulées dans le lac de Naguilles, dont la capacité de retenue atteint 42 millions de m3. L'usine, bénéficiant d'une hauteur de chute de 991 m, a une puissance installée de 85 000 kVA et sa productibilité est de l'ordre de 100 millions de kWh. Une visite est proposée par l'Observatoire de la montagne.

### Agriculture
|                                   | 1988 | 2000 | 2010 |
| --------------------------------- | ---- | ---- | ---- |
| Exploitations                     | 5    | 2    | 4    |
| Superficie agricole utilisée (ha) | 18   | 119  | 68   |

La commune fait partie de la petite région agricole dénommée « Région pyrénéenne ». En 2010, l'orientation technico-économique de l'agriculture  sur la commune est l'élevage de bovins pour la viande. Quatre exploitations agricoles ayant leur siège dans la commune sont dénombrées lors du recensement agricole de 2010 (cinq en 1988). La superficie agricole utilisée est de 68 ha.

### Tourisme et loisirs

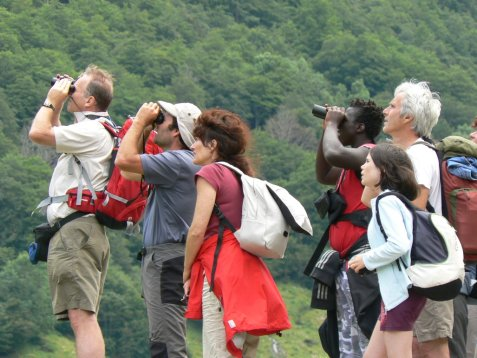
Observation du gypaète avec l'Observatoire de la montagne.

La vallée d’Orlu, à l’instar de nombreuses vallées de montagne, possède un patrimoine riche et varié qui lui permet de se revendiquer comme le pôle vert des Vallées d'Ax.
Un réseau d'acteurs touristiques a été mis en place depuis 2007. Le hameau des forges d'Orlu rassemble sur un même site quatre structures aux activités complémentaires : 
- la Maison des Loups : parc animalier de six hectares permettant d'observer, au long de sentiers aménagés en forêt et depuis des tours d'affût, des meutes de loups de différents continents vivant en semi-liberté. Le parc contient aussi un jardin botanique consacré à la flore pyrénéenne.

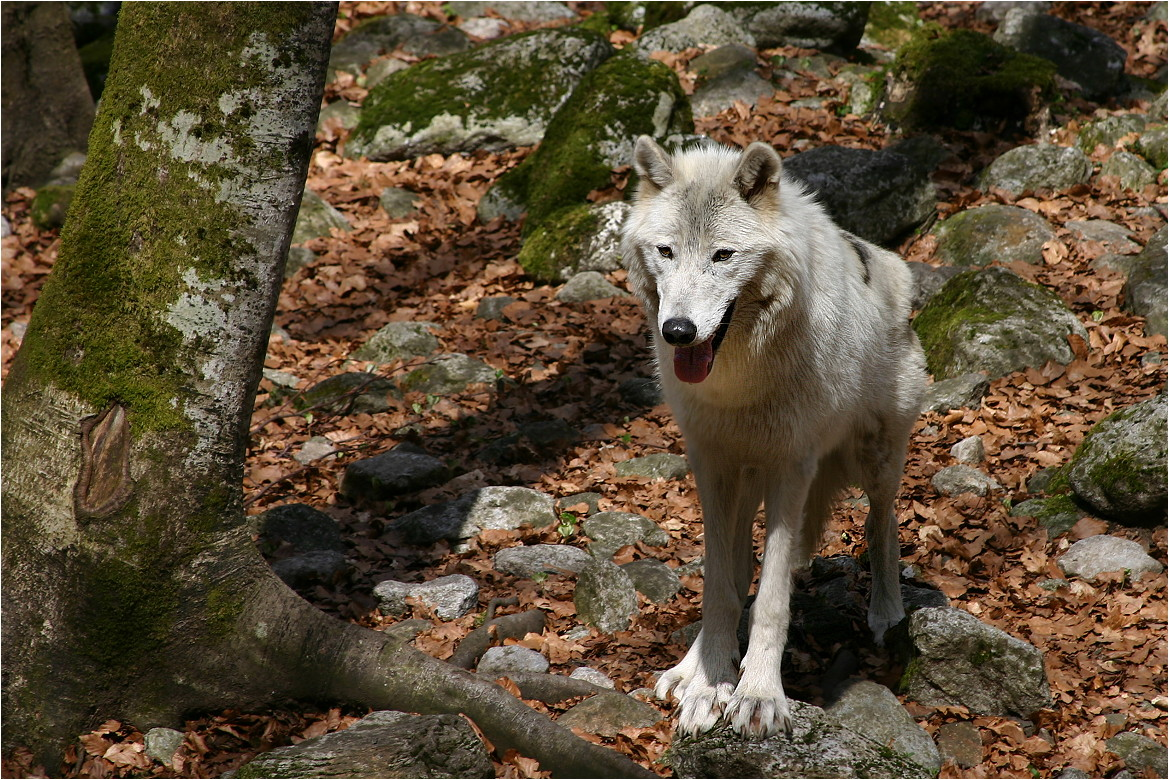
Loup à Orlu.

- Akrobranch d'Orlu : ce parc aventure en forêt propose des parcours au-dessus des cascades de l'Oriège mariant l'accrobranche à l'escalade et la via ferrata ;
- l'Observatoire de la montagne permet de découvrir la faune et la flore de la région (isard, marmotte, gypaète barbu, aigle royal, vautour fauve, lys des Pyrénées...) à travers des randonnées thématiques quotidiennes, accompagnées par des animateurs diplômés, afin d'observer des espèces montagnardes dans leur milieu naturel. Ces randonnées ont lieu dans la Réserve d'Orlu.
- la centrale hydroélectrique EDF, ouverte au public depuis 2009, dont l'objectif est de mieux faire connaître l'hydroélectricité.

## Culture locale et patrimoine

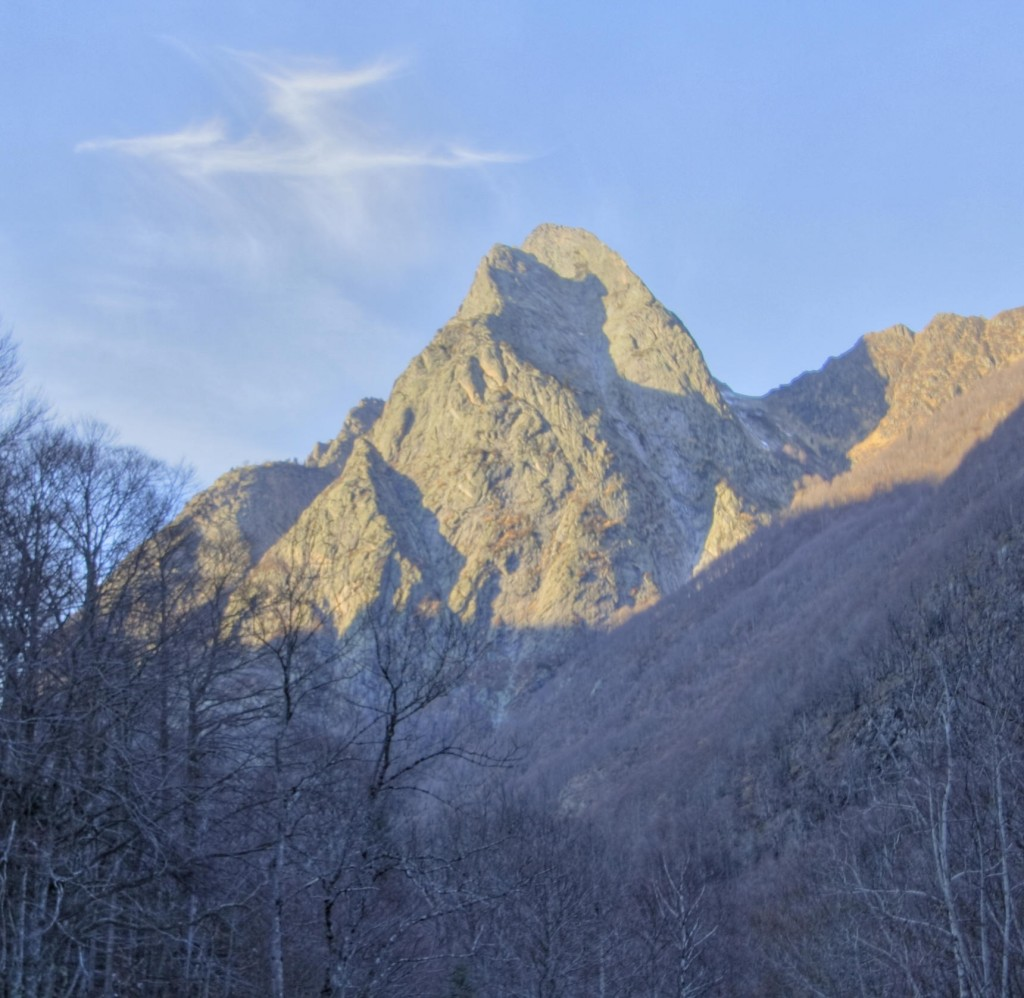
La Dent d'Orlu (2222 m).

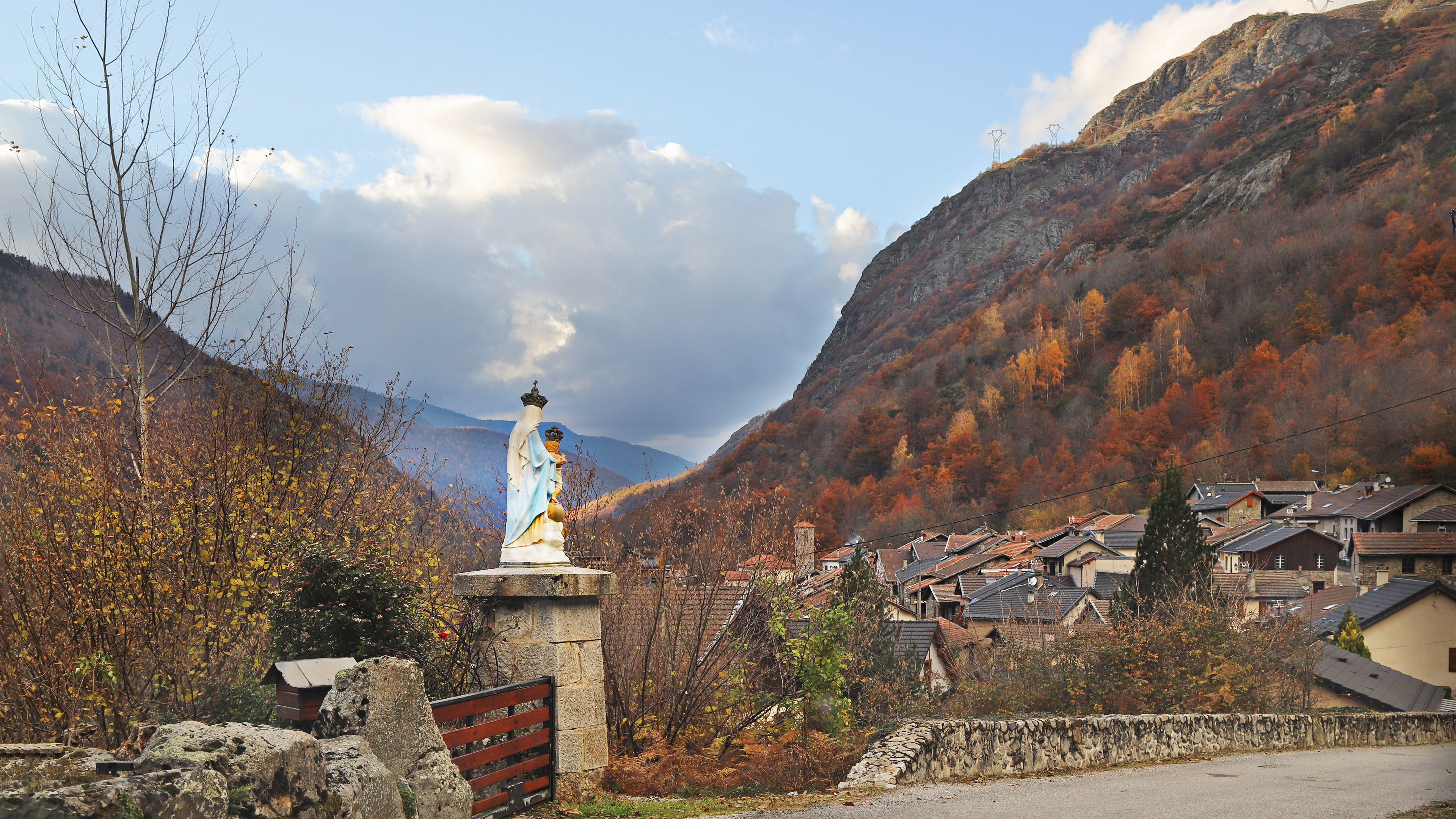
Entrée est

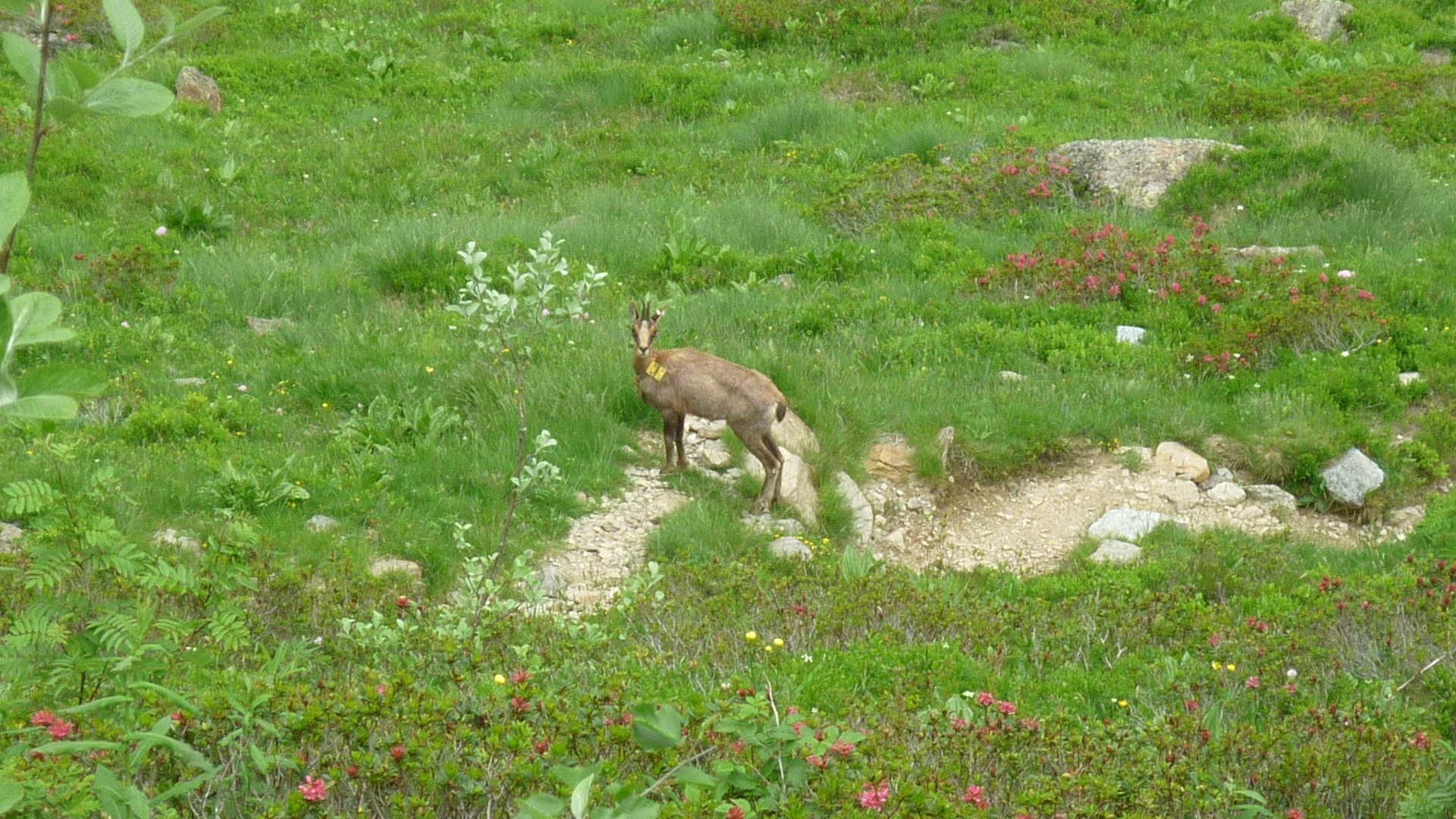
Faune (isard) dans la réserve nationale de chasse d'Orlu.

- Orlu est proche de la Dent d'Orlu, un sommet granitique de 2 222 mètres de hauteur. Un  sentier permet aux bons marcheurs d'accéder au sommet en moins de deux heures[68]. La Dent d'Orlu est surtout connue pour ses voies d'escalades : des voies relativement courtes (300 m) sur la face Est[69] qui s'apparentent à une « école d'escalade », et de très grandes voies (500 m-1 100 m) sur les faces Sud et Sud-Est[70].
- La vallée d'Orlu est également connue pour sa Réserve nationale de chasse et de faune sauvage abritant une grande densité et diversité de faune et de flore de montagne.
- Église Saint-Pierre.
- Portella d'Orlu (2 403 m), col emprunté par le sentier de grande randonnée 7 conduisant à l'étang du Lanous.

## Personnalités liées à la commune
- Augustin Bonrepaux, maire d'Orlu puis député et Président du conseil général de l'Ariège.
- Duran, poète du XIXe siècle et régisseur de la forge d'Orlu[réf. nécessaire].
- Célestin Maffre (1907-1996)[71], poète, auteur notamment de Orlu, mon village des étoiles en 1982.